# FINA水球ワールドリーグ
FINA水球ワールドリーグは、水球の国別対抗戦。水球をさらに人気を高めようと国際水泳連盟が2002年から開催されていた。なお、女子は2004年から開催されていた。水球界ではオリンピック・世界水泳とともに3大大会（ワールドカップと合わせて4大大会と呼ぶこともある）に数えられるが、ワールドリーグは毎年開催されていた。2022年を最後にワールドカップに統合された。

## 大会方式
予選は、欧州予選と欧州以外の国同士で行われるインターコンチネンタルラウンドを行い、欧州は各組上位4チーム、欧州以外は4チームがスーパーファイナルに進出。スーパーファイナルではまず、2グループに分かれて1回戦総当りで行う。その成績によって準々決勝の組み合わせが決まる。準々決勝以降はノックアウト方式で行われる。また、準々決勝で敗れた4チームも、ノックアウト方式で5位を決定する。3位決定戦、7位決定戦もあることから、最終的には1位から8位まで順位がつく。優勝チームには賞金100000ドルが贈られる。

## 歴代結果
男子
| 年                        | 金                     | 銀                     | 銅             |
| ------------------------- | ---------------------- | ---------------------- | -------------- |
| 2002 パトラ               | ロシア                 | スペイン               | ハンガリー     |
| 2003 ニューヨーク         | ハンガリー             | イタリア               | アメリカ合衆国 |
| 2004 ロングビーチ         | ハンガリー             | セルビア・モンテネグロ | ギリシャ       |
| 2005 ベオグラード         | セルビア・モンテネグロ | ハンガリー             | ドイツ         |
| 2006 アテネ               | セルビア・モンテネグロ | スペイン               | ギリシャ       |
| 2007 ベルリン             | セルビア               | スペイン               | オーストラリア |
| 2008 ジェノヴァ           | セルビア               | アメリカ合衆国         | オーストラリア |
| 2009 ポドゴリツァ         | モンテネグロ           | クロアチア             | セルビア       |
| 2010 ニシュ               | セルビア               | モンテネグロ           | クロアチア     |
| 2011 フィレンツェ         | セルビア               | イタリア               | クロアチア     |
| 2012 アルマトイ           | クロアチア             | スペイン               | イタリア       |
| 2013 チェリャビンスク     | セルビア               | ハンガリー             | モンテネグロ   |
| 2014 ドバイ               | セルビア               | ハンガリー             | モンテネグロ   |
| 2015 ベルガモ             | セルビア               | クロアチア             | ブラジル       |
| 2016 恵州市               | セルビア               | アメリカ合衆国         | ギリシャ       |
| 2017（英語） ルザ         | セルビア               | イタリア               | クロアチア     |
| 2018（英語） ブダペスト   | モンテネグロ           | ハンガリー             | スペイン       |
| 2019（英語） ベオグラード | セルビア               | クロアチア             | オーストラリア |
| 2021 ジョージア           | モンテネグロ           | アメリカ合衆国         | ギリシャ       |
| 2022 ストラスブール       | イタリア               | アメリカ合衆国         | スペイン       |

女子
| 年                                  | 金             | 銀             | 銅             |
| ----------------------------------- | -------------- | -------------- | -------------- |
| 2004 ロングビーチ                   | アメリカ合衆国 | ハンガリー     | イタリア       |
| 2005 キリシ                         | ギリシャ       | ロシア         | オーストラリア |
| 2006 コゼンツァ                     | アメリカ合衆国 | イタリア       | ロシア         |
| 2007 モントリオール                 | アメリカ合衆国 | オーストラリア | ギリシャ       |
| 2008 サント・クルス                 | ロシア         | アメリカ合衆国 | オーストラリア |
| 2009 キリシ                         | アメリカ合衆国 | カナダ         | オーストラリア |
| 2010 ラホヤ                         | アメリカ合衆国 | オーストラリア | ギリシャ       |
| 2011 天津市                         | アメリカ合衆国 | イタリア       | オーストラリア |
| 2012 常熟市                         | アメリカ合衆国 | オーストラリア | ギリシャ       |
| 2013 北京市                         | 中華人民共和国 | ロシア         | アメリカ合衆国 |
| 2014 崑山市                         | アメリカ合衆国 | イタリア       | オーストラリア |
| 2015 上海市                         | アメリカ合衆国 | オーストラリア | オランダ       |
| 2016 上海市                         | アメリカ合衆国 | スペイン       | オーストラリア |
| 2017（英語） 崑山市                 | アメリカ合衆国 | カナダ         | ロシア         |
| 2018（英語） 上海市                 | アメリカ合衆国 | オランダ       | ロシア         |
| 2019（英語） ブダペスト             | アメリカ合衆国 | イタリア       | ロシア         |
| 2021 アテネ                         | アメリカ合衆国 | ハンガリー     | ロシア         |
| 2022 サンタ・クルス・デ・テネリフェ | スペイン       | ハンガリー     | アメリカ合衆国 |